# Atlético Potosino
El Atlético Potosino fue un equipo de fútbol mexicano que jugó en la Primera División de México. Tuvo como sede la ciudad de San Luis Potosí, México. Se les conocía con el apodo de Cachorros; su uniforme de juego era de color celeste con dos franjas verticales al costado izquierdo de aproximadamente 7 cm de ancho, de color amarillo y blanco, que significaban el oro y la plata, materiales explotados por los españoles en las minas que había en la ciudad durante la época colonial; su escudo era un balón de fútbol con la caja del agua al centro, encima del balón tenía una corona con la inscripción "Cachorros" y bajo el balón estaba el nombre del equipo "Club Atlético Potosino", la caja del agua es un monumento histórico y es un emblema de la ciudad de San Luis Potosí.

## Historia
El equipo es fundado en 1972 con el nombre de Pumas de la Universidad de San Luis, debutando en la Tercera División de México. Al principio fue considerado como un equipo inferior, al compararlo con el Club San Luis fundado en 1957 y que en ese entonces militaba en la Primera División de México.
En su primera temporada en tercera división el equipo terminó como líder del grupo Occidente, por lo que calificaron a la liguilla por el ascenso a la segunda división, donde quedaron en tercer lugar, detrás del campeón Tecos de la UAG y del Nuevo Necaxa. El equipo potosino y el Nuevo Necaxa disputaron un repechaje por un lugar en segunda división contra el Tecnológico de Celaya y el Orizaba respectivamente; la serie entre celayenses y potosinos quedó empatada a 5-5 goles, pues en San Luis empataron 3-3 y en Celaya igualaron a 2, por lo que tuvieron que definir el ascenso mediante los tiros de penalti, llevándose la Universidad de San Luis el ascenso a la segunda división.
En la temporada 1973-74 de la segunda división, el equipo terminó en la cuarta posición del grupo B con 39 unidades, a 3 de alcanzar las semifinales. Al término de la temporada, el club es invitado por la Federación Mexicana de Fútbol a formar parte de la primera división para la temporada 1974-75, con el objetivo de expandir la liga a 20 equipos, el otro club invitado fue el Unión de Curtidores, semifinalistas del torneo. Pero el nombre de Pumas tuvo que ser cambiado por el de Atlético Potosino, esto debido a que los Pumas de la UNAM no permitieron que el cuadro potosino usara el mismo mote. En la temporada 1973-74 el Club San Luis había descendido a segunda división por lo que el Atlético Potosino había tomado el lugar como equipo principal de la ciudad.
En la temporada 1975-76 el equipo se ve en graves problemas de descenso y juega una liguilla contra el Atlante para decidir quien descendía. Con un marcador global de 2-1, el Potosino logra la permanencia y manda al Atlante a la segunda división. Es importante destacar la actuación que tuvo el portero potosino, Amado Palacios "El Tarzán" que inclusive estando descalabrado, terminó el juego y evitó que los Cachorros descendieran.
Para 1976 el Club San Luis regresa al máximo circuito y surge el clásico potosino en primera nacional. Solo jugarían 2 encuentros en la temporada 1976-77, el primero de ellos fue en la fecha 14 con empate 1 - 1, mientras que el segundo fue en la jornada 33 con marcador de 2 - 0 a favor del Club San Luis. En esta temporada ambos equipos potosinos calificarían a la liguilla pero no se volverían a enfrentar. Al terminar la temporada, en 1977 el Club San Luis es vendido a Tampico y la ciudad de San Luis se quedaría con un equipo solamente.
Atlético Potosino tuvo un paso constante en la máxima categoría, donde duró 15 años y jugó 3 liguillas por el título de la categoría. Su mejor campaña fue la 1978-79, en la que terminó en la quinta posición general al mando de Alberto Guerra.
Sus últimas 3 temporadas en primera división fueron de contraste, en la temporada 86-87 se quedaron a un punto de clasificar a la liguilla con un equipo formado en un 80% por jugadores potosinos, entre los más notables Rene Isidoro García, Mauricio López, Victor Medina"El Harlem" reforzado por jugadores de la talla de Nelson Sanhueza, el chileno Luis "Cholo" Castro, el paraguayo Eligio Torres y otros destacados jugadores nacionales, el técnico en ese torneo fue el potosino José Camacho.
Para la temporada siguiente el equipo no se refuerza lo necesario y José Camacho es pronto relevado del plantel, sustituyéndolo el gran ídolo del fútbol potosino Pedro Araya quien tampoco pudo enderezar la nave, entrando al quite el argentino Luis Grill, que en el último partido y por un punto salva al equipo al empatar con los Correcaminos de la UAT, con gol del mediocampista Jaime Leon.
En la temporada 1988-89, el equipo sufre las bajas de jugadores importantes llegando refuerzos bastante malos como el chileno Juan "Rápido" Rojas y algunos otros jugadores que no rindieron lo que se esperaba, Rodolfo Villegas, Paco Uribe, Rafael Bautista entre otros, surgiendo como figura el mediocampista David Rangel. Pese a haber llegado a las semifinales del torneo de Copa, el equipo no hizo un buen torneo de liga, donde terminó descendiendo al contabilizar solamente 22 puntos, a 4 de distancia del Atlas.
Sus dos últimas temporadas en la Segunda División pasaron sin pena ni gloria, hasta que el dueño decidió vender la franquicia a Tampico. Y así por segunda ocasión un equipo potosino sería vendido a esta ciudad. 

El Atlético Potosino hasta la fecha nunca ha sido refundado

### Números totales
Estos son los números totales del Atlético Potosino en liga:
| JJ  | G   | E   | P   | GF  | GC  | Pts | DIF  |
| 576 | 165 | 174 | 237 | 646 | 865 | 504 | -219 |

En copa:
| JJ | G | E | P | GF | GC | Pts |
| 24 | 7 | 8 | 9 | 27 | 36 | 22  |

Simbología:
- JJ - Juegos Jugados
- G - Ganados
- E - Empatados
- P - Perdidos
- GF - Goles a Favor
- GC - Goles en Contra
- Pts - Puntos
- DIF - Diferencia de Goles

## Jugadores

### Jugadores destacados
- Pedro Araya
- Nery Castillo Farías
- Eduardo Peralta
- Osvaldo Castro
- Raúl Arias
- Tomás Boy
- René Isidoro García
- Héctor Tapia García
- Luis Estrada
- Julio César Anderson
- José Talavera
- Salvador Carrillo
- Juan Ramón Ocampos
- Ricardo Brandon
- Nelson Sanhueza
- Carlos Gómez Casillas
- David Rangel
- Eduardo Cisneros
- Sergio Ceballos
- Salvador Kuri
- Ramón de la Torre
- Pedro Pinto
- Hugo Coscia
- Ramón Alberto Ramírez
- Jorge Davino

## Entrenadores
- Jesús de Anda
- Angel Zubieta
- José Navarro Corona
- Jesús Silva Cabrera
- Ciro Barbosa
- Luis Grill
- Carlos Turcato
- Alberto Guerra
- Jesús Prado
- José Camacho
- Pedro Araya
- Jorge Ortega
- Ildefonso Mendoza
- Marco Antonio Martínez
- José Luis Hernández